# Gulstrupig siska
Gulstrupig siska (Crithagra flavigula) är en starkt hotad fågel i familjen finkar som enbart förekommer i Etiopien.

## Utseende
Gulstrupig siska är en liten (11 cm) finkfågel. Ovansidan är gråbrun med lätt streckning på manteln och gröngul övergump. Hela strupen och övre delen av bröstet är gul, medan resten av undersidan är smutsvit med svag streckning under det gula på bröstet. Liknande törnsiskan har gul övergump och saknar gult på strupen.

## Utbredning och systematik
Gulstrupig siska förekommer på savannen i Etiopien (Shewa). Den behandlas som monotypisk, det vill säga att den inte delas in i några underarter.

### Släktestillhörighet
Den placeras ofta i släktet Serinus, men DNA-studier visar att den liksom ett stort antal afrikanska arter endast är avlägset släkt med t.ex. gulhämpling (S. serinus).

## Status
Fågeln har ett mycket litet utbredningsområde och påträffas sällan. Den tros därför ha en liten världspopulation, uppskattad till under 1000 häckande individer, och hotas i allt ökande grad av förändringar i dess levnadsmiljö. Internationella naturvårdsunionen IUCN kategoriserar därför arten som starkt hotad.